# Chambal
La Chambal (hindî: चम्बल, cambal) est une rivière de l'Inde, affluent de la Yamunâ, donc sous-affluent du Gange.

## Géographie

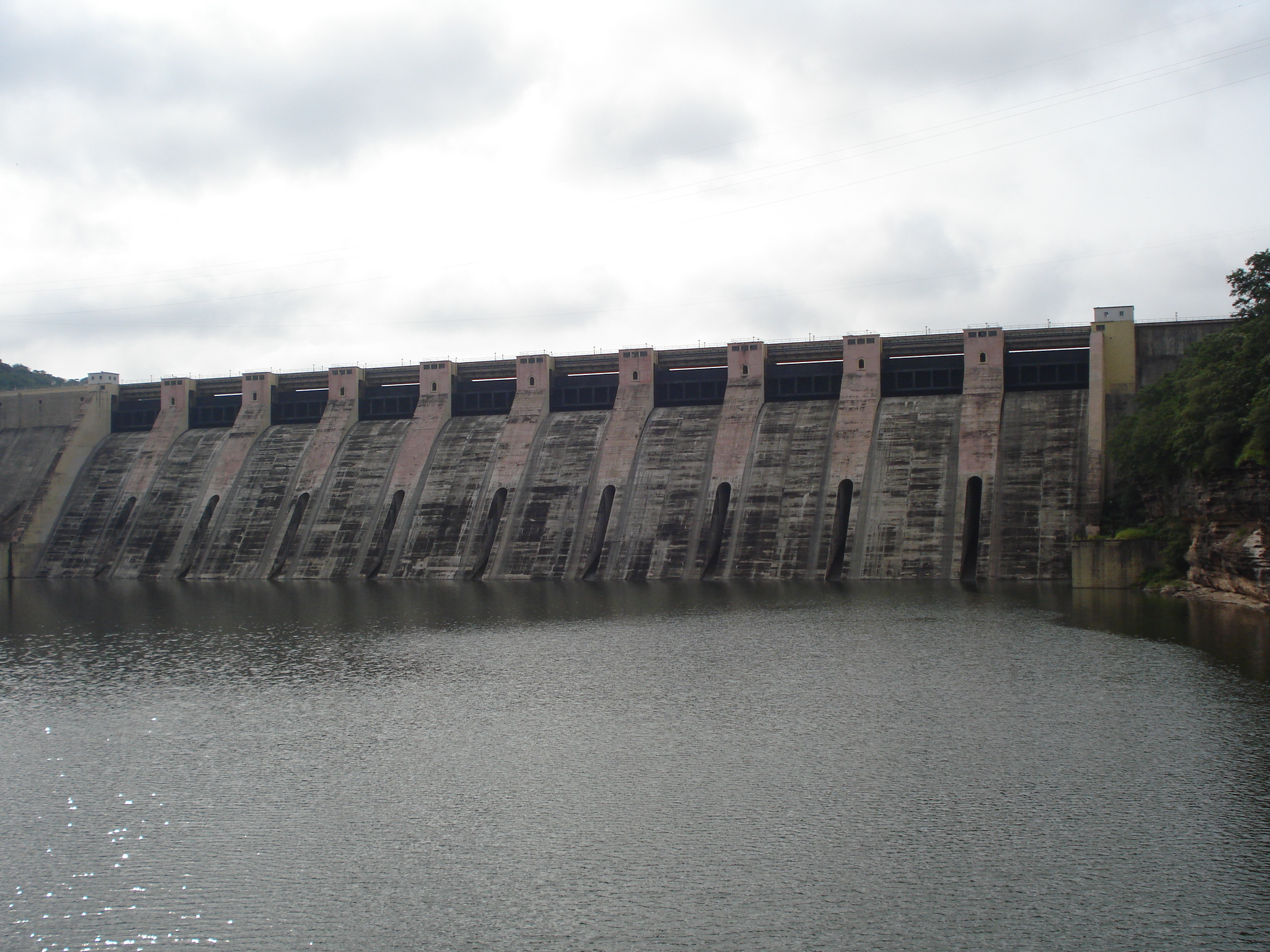
La Chambal sous le barrage Gandhi

Elle coule nord-nord-est à travers le Madhya Pradesh, traverse brièvement le Rajasthan, avant de former la frontière entre le Rajasthan et le Madhya Pradesh. Elle tourne alors sud-est pour joindre la Yamunâ dans l'État de l'Uttar Pradesh.
La Chambal est non navigable. La plus grande ville sur son cours est Kota : 695 000 habitants en 2001.

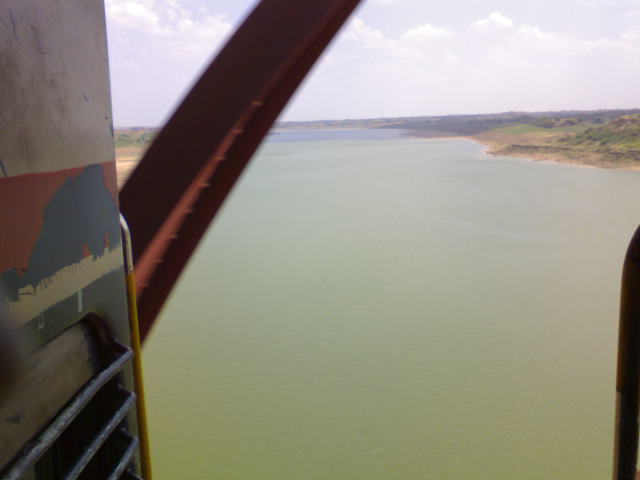
La Chambal depuis le train